# Алфеевский, Валерий Сергеевич
Валерий Сергеевич Алфеевский (23 июня 1906 — 4 сентября 1989) — советский художник, иллюстратор, график. Член Союза художников СССР. Заслуженный художник РСФСР (1982).

## Биография
Родился 23 июня 1906 года в Москве. Обучался рисованию в студиях Михаила Леблана и Ильи Машкова. С 1922 по 1930 годы проходил учёбу в Высших художественно-технических мастерских.
С 1930 года иллюстрировал книги для детей, с 1932 года — член Московского Союза художников.
В 1955 году у художника прошла первая персональная выставка в Московском Союзе художников и в Доме литераторов. 
В 1979 году у Алфеевского прошла персональная выставка в Москве, а в 1980 году — в Ленинграде. В последние годы своей жизни художник известен иллюстрациями к переизданию детской книги «Орден Жёлтого Дятла» бразильского писателя Монтейру Лобату.
Скончался в Москве 4 сентября 1989 года. Похоронен на Ваганьковском кладбище.

## Семья
Жена — Фиалка Давидовна Штеренберг, художник.

## Творчество
Работал пером (в своеобразной технике гусиного пера), создавал также цветные акварели.
Среди лучших работ художника — воздушные и романтичные рисунки к сказкам Вениамина Каверина, иллюстрации к «Сказке о ветре в безветренный день» Софьи Прокофьевой, «Приключениям Пиноккио» Карло Коллоди (1959), «Стойкому оловянному солдатику» и другим сказкам Ханса Кристиана Андерсена. 
С рисунками В. С. Алфеевского выходили также пьесы Самуила Маршака, сказки Вильгельма Гауфа; ему принадлежит первый («неканонический») образ Чебурашки в книге «Крокодил Гена и его друзья».
Критикой отмечались черты гротеска в его образных и немного угловатых рисунках. 
В 1991 году была издана книга воспоминаний В. С. Алфеевского «По памяти и с натуры». 

## Избранные книги с иллюстрациями В. С. Алфеевского
- Андерсен Г. Х. Сказки и истории. — М.: Художественная литература, 1955.
- Кэрролл Л. Алиса в стране чудес / Пер. А. П. Оленича-Гнененко. — М.: Детгиз, 1958.
- Коллоди К. Приключения Пиноккио / Пер. с ит. и предисл. Э. Г. Казакевича. — М.: Детгиз, 1959. 176 с.
- Каверин В. А. Три сказки. М.: Детгиз, 1960.
- Каверин В. А. Три сказки и ещё одна. — М.: Детгиз, 1963. — 159 с.
- Чалый Б, Глазовой П. О Барвинке-человечке и его коне-кузнечике. Пер. с украинского Е. Благининой. / Рис. В. Алфеевского. — М.: Детгиз, 1960. — 84 с.
- Липкин С. И. О богатырях, умельцах и волшебниках: Три повести / Рис. Л. Фейнберга, В. Алфеевского. — М.: Детгиз, 1963. — 493 с.
- Липкин С. Царевна из Города Тьмы. Повесть по мотивам узбекских народных поэм. Художник В. Алфеевский. М.: Детгиз 1961г. 160 с.
- Успенский Э. Н. Крокодил Гена и его друзья. М.: Детская литература, 1966.
- Лобату М. Орден жёлтого дятла — М.: Детская литература, 1967.
- Андерсен Г. Х. Стойкий оловянный солдатик. — М.: Детская литература, 1969.
- Каверин В. А. Летающий мальчик. — М.: Детская литература, 1969. — 48 с.
- Прокофьева С. Сказка о ветре в безветренный день. — М.: Детская литература, 1970.
- Там, где Висла-река: Польские сказки. — М.: Детская литература, 1975.
- Каверин В. А. Сказки. — М.: Детская литература, 1971.
  - Переизд.: 1976.
- Андерсен Г. Х. Гадкий утёнок — М.: Детская литература, 1978.
- Андерсен Г. Х. Сказки. — М.: Детская литература, 1979.
- Андерсен Г. Х. Снежная королева. — Л.: Художник РСФСР, 1987.
- Маршак С. Я. Двенадцать месяцев. — М.: Детская литература, 1971.
  - Переизд.: 1987.
- Романова Н. И. Муравей Красная Точка. — М.: Детская литература, 1972.
- Романова Н. И. У меня дома пчела. — М.: Детская литература, 1978.
- Романова Н. И. На зеленой иголке. — М.: Детская литература, 1976.
- Обезьянье царство: Японская сказка / Пересказала В. Маркова. — М.: Детская литература, 1973.
  - Факс. переизд.: СПб.: Речь, 2014.
- Гофман Э. Т. А. Щелкунчик и мышиный король / Пер. с нем. И. С. Татариновой. М.: Детская литература, 1978.
- Pavlova N. The Live Bead. — M.: Raduga Publishers, 1983.
  - Переизд.: 1987.